# Мортон, Эми
Эми Мортон (англ. Amy Morton) — американская актриса, двукратный номинант на премию «Тони».

## Жизнь и карьера
Мортон родилась в Ок-Парке, штат Иллинойс и провела большую часть своей карьеры на театральной сцене Чикаго. С 1997 года она является членом основной группы актёров Steppenwolf Theatre Company, где она сыграла более тридцати ролей. На бродвейской сцене она дебютировала в 2001 году, с ролью в пьесе «Пролетая над гнездом кукушки». Она сыграла главную роль в оригинальной чикагской и последующей бродвейской постановках «Август: Графство Осейдж», которая принесла ей номинацию на премию «Тони» за лучшую женскую роль в пьесе в 2008 году. Роль Мортон в одноимённом фильме позже сыграла Джулия Робертс. Она получила свою вторую номинацию на «Тони» в 2013 году, за главную роль в пьесе «Кто боится Вирджинии Вулф?», но проиграла премию Сисели Тайсон.
В дополнение к своей карьере на сцене, Мортон появилась в нескольких фильмах, самый значимый из которых «Мне бы в небо» (2009). На телевидении она появилась в сериалах «Скорая помощь», «Частная практика», «Родина», «Голубая кровь» и «Девчонки», а также имела значительные второстепенные роли в «Босс», «Пожарные Чикаго» и «Полиция Чикаго». В «Полиция Чикаго» она была повышена до регулярного состава начиная со второго сезона.

## Фильмография
| Год  | Название на русском | Название на английском | Роль             | Примечания |
| ---- | ------------------- | ---------------------- | ---------------- | --- |
| 1992 | Разговор начистоту  | Straight Talk          | Энн              | |
| 1993 | С меня хватит       | Falling Down           | Мать             | |
| 1993 | Новичок года        | Rookie of the Year     | Мэри Ровенгартер | |
| 1999 | 8 миллиметров       | 8MM                    | Джанет Мэтьюз    | |
| 2009 | Самый лучший        | The Greatest           | Лидия            | |
| 2009 | Мне бы в небо       | Up in the Air          | Кара Бингэм      | Central Ohio Film Critics Association за лучший актёрский состав Номинация — Critics' Choice Movie Award за лучший актёрский состав Номинация — Washington DC Area Film Critics Association Award за лучший актёрский состав |
| 2011 | Дилемма             | The Dilemma            | Дайана Татин     | |
| 2013 | Синяя птица         | Bluebird               | Лесли            | Karlovy Vary International Film Festival Award за лучшую женскую роль |
| 2022 | Медведь             | The Bear               | Нэнси Чор        | Эпизод: «Hands» |